# Райли Рид
Ра́йли Рид (англ. Riley Reid), настоящее имя Э́шли Мэ́ттьюс (англ. Ashley Matthews; род. 9 июля 1991, Флорида, США) — американская порноактриса.

## Биография
Райли Рид начала карьеру в порноиндустрии в 2011 году в возрасте 19 лет и первоначально использовался псевдоним Пейдж Райли. Её первая сцена была в фильме Brand New Faces 36: Natural Newbies Edition компании Vivid Entertainment. Её интересы представлял агент Марк Спиглер.
Райли выиграла награду XBIZ в категории «Лучшая новая старлетка» в 2013 году и «Исполнительница года» в 2014, став первой порноактрисой, получившей эти две награды два года подряд. В 2014 году она также выиграла награды XBIZ во всех трёх категориях, в которых была номинирована.
В 2013 году LA Weekly поставил её на восьмое место в списке «10 порнозвёзд, которые могут стать будущей Дженной Джеймсон». Её также включили в список CNBC «Грязная дюжина: Самые популярные порнозвёзды» в 2014 году и 2015 годах.
По данным на 2019 год, Райли Рид снялась более чем в 800 фильмах.
9 апреля 2021 года объявила о своей помолвке с латвийским каскадёром и трейсером Павлом Петкуном. Бракосочетание пары состоялось 23 июня того же года в Майами. В июле 2022 года было объявлено, что Райли Рид родила дочь, получившую имя Эмма. В 2023 году на Youtube канале Уитни Каммингс заявила, что прекращает съемки в фильмах для взрослых и сконцентрируется на семье 

## Премии и номинации

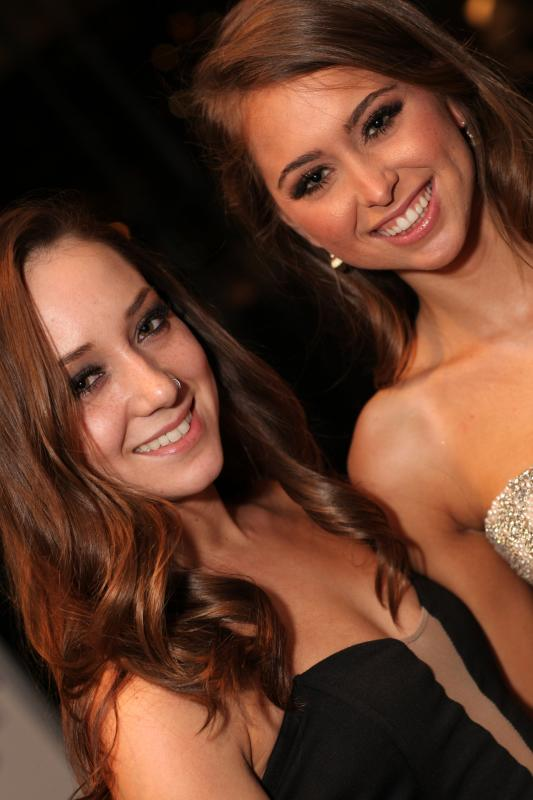
Райли Рид и Реми Лакруа

| Год  | Награда          | Результат | Категория | Фильм                             |
| ---- | ---------------- | --------- | --- | --------------------------------- |
| 2012 | NightMoves Award | Победа    | Лучшая новая старлетка (выбор редакции)                                                                                               | н/д                               |
| 2012 | Urban X Award    | Номинация | Лучшая сцена триолизма (вместе с Лейлани Лиэн и Эшли Джейн)                                                                           | Revenge of the Petites            |
| 2013 | AVN Award        | Номинация | Лучшая групповая лесбийская сцена (вместе с Эшли Джейн и Лейлани Лиэн)                                                                | Revenge of the Petites            |
| 2013 | AVN Award        | Номинация | Лучшая М/Ж сцена секса (вместе с Вуду)                                                                                                | Ultimate Fuck Toy: Riley Reid     |
| 2013 | AVN Award        | Номинация | Лучшая новая старлетка | н/д                               |
| 2013 | AVN Award        | Номинация | Лучшая POV-сцена секса (вместе с Лили Картер и Джулсом Джорданом)                                                                     | Ultimate Fuck Toy: Riley Reid     |
| 2013 | TLA RAW Award    | Победа    | Лучшая дебютантка (разделила с Реми Лакруа)                                                                                           | н/д                               |
| 2013 | XBIZ Award       | Победа    | Лучшая новая старлетка | н/д                               |
| 2013 | XBIZ Award       | Номинация | Лучшая актриса — полнометражный фильм                                                                                                 | The Friend Zone                   |
| 2013 | XBIZ Award       | Номинация | Лучшая актриса — парный релиз | The Friend Zone                   |
| 2013 | XBIZ Award       | Номинация | Лучшая сцена — полнометражный фильм (вместе с Энтони Росано)                                                                          | The Friend Zone                   |
| 2013 | XRCO Award       | Номинация | Новая старлетка | н/д                               |
| 2013 | XRCO Award       | Номинация | Cream Dream | н/д                               |
| 2014 | AVN Award        | Номинация | Лучшая групповая лесбийская сцена (вместе с Cici Rhodes, Джоди Тейлор, Melody Jordan и Lotus Lain)                                    | The Seduction of Riley Reid       |
| 2014 | AVN Award        | Победа    | Лучшая М/Ж сцена секса (с Mandingo)                                                                                                   | Mandingo Massacre 6               |
| 2014 | AVN Award        | Победа    | Лучшая лесбийская сцена (вместе с Реми Лакруа)                                                                                        | Girl Fever                        |
| 2014 | AVN Award        | Номинация | Лучшая сцена группового секса (вместе с Эшли Файерс, Реми Лакруа, Диллион Харпер, Анникой Элбрайт, Mischa Brooks и Мануэлем Феррарой) | Manuel Ferrara’s Reverse Gangbang |
| 2014 | AVN Award        | Номинация | Лучшая сцена орального секса (вместе с Анникой Элбрайт)                                                                               | American Cocksucking Sluts 3      |
| 2014 | AVN Award        | Номинация | Лучшая POV сцена (вместе с Ксандером Корвусом)                                                                                        | Schoolgirl POV 9                  |
| 2014 | AVN Award        | Номинация | Лучшее исполнение стриптиза | Best New Starlets 2013            |
| 2014 | AVN Award        | Номинация | Лучшая сцена триолизма — М/М/Ж (вместе с Принцем Иешуа и Лексингтоном Стилом)                                                         | Lex Poles Little Holes            |
| 2014 | AVN Award        | Победа    | Лучшая сцена триолизма — Ж/Ж/М (вместе с Реми Лакруа и Мануэлем Феррарой)                                                             | Remy 2                            |
| 2014 | AVN Award        | Номинация | Лучшая исполнительница года | н/д                               |
| 2014 | XBIZ Award       | Победа    | Лучшая исполнительница года | н/д                               |
| 2014 | XBIZ Award       | Победа    | Лучшая актриса — Пародия | Grease XXX: A Parody              |
| 2014 | XBIZ Award       | Победа    | Лучшая актриса второго плана | The Submission of Emma Marx       |
| 2015 | AVN Award        | Номинация | Лучшая М/Ж сцена секса (вместе с Рамоном Номаром)                                                                                     | Sweet Petite                      |
| 2015 | AVN Award        | Номинация | Лучшая сцена мастурбации/стриптиза | Sweet Petite                      |
| 2015 | AVN Award        | Номинация | Лучшая сцена орального секса | Cum Crossfire                     |
| 2015 | AVN Award        | Номинация | Лучшая сцена триолизма — Ж/Ж/М (вместе с Сарой Лав и Джеймсом Дином)                                                                  | Oil Overload 11                   |
| 2015 | AVN Award        | Номинация | Исполнительница года | н/д                               |
| 2015 | AVN Award        | Номинация | Лучший веб-сайт порнозвезды | RileyReid.com                     |
| 2015 | XBIZ Award       | Номинация | Исполнительница года | н/д                               |
| 2015 | XBIZ Award       | Номинация | Кроссовер-звезда года | н/д                               |
| 2015 | XBIZ Award       | Номинация | Лучшая актриса второго плана | Lollipop                          |
| 2015 | XBIZ Award       | Номинация | Лучшая сцена — не-полнометражный релиз (вместе с Марком Вудом)                                                                        | Who’s Your Daddy? 16              |